# Турецкая футбольная федерация
Туре́цкая футбо́льная федера́ция (тур. Türkiye Futbol Federasyonu) — организация, осуществляющая контроль и управление футболом в Турции. Располагается в Стамбуле. ТФФ основана в 1923 году, в тот же год вступила в ФИФА, а в 1962 году — в УЕФА. Ассоциация организует деятельность и управляет национальными сборными по футболу (мужской, женской, молодёжными). Под эгидой ассоциации проводятся мужской и женский чемпионаты Турции, а также многие другие соревнования.